# Giuliano Crivelli
Giuliano Crivelli (* 2. Dezember 1935 in Bern; † 14. November 2023 ebenda, heimatberechtigt in Stabio) war ein Schweizer Offizier. Er war Brigadier, Kommandant der Grenzbrigade 9.

## Leben
Giuliano Crivelli besuchte Schulen in Bern. Am 1. Januar 1958 wurde er zum Leutnant der Übermittlungen. Dann setzte er seine militärische Laufbahn in den Truppen des Kantons Bern fort. 1. Januar 1986 wird Oberst Giuliano Crivelli, Bern, zum neuen Kommandanten der reg fant 63 als Nachfolger von Oberst Ermanno Nessi aus Cadempino.
Am 11. Oktober 1986 beobachtete Oberst Crivelli in Chiasso den Orientierungslauf des Circolo ufficiali di Lugano.
1988: Der Technische Kurs gilt ganz allgemein als ausgezeichnetes Mittel zur Vorbereitung auf den nachfolgenden Ergänzungskurs. Die Gz Br 9 hatte in ihrem letzten solchen Kurs eine besondere Situation zu bestehen: Ihr stand für einmal keine Übungstruppe zur Verfügung. Sämtliche Übungen mussten von den teilnehmenden Offizieren selbst und in allen Funktionen gespielt werden. Ob sich dies unter dem Strich gelohnt und bewährt hat, dies wollte der «Schweizer Soldat» vom Kommandanten des Technischen Kurses, Oberst i Gst Giuliano Crivelli, wissen.
Am 1. Januar 1991 wurde er zum Brigadier und Kommandanten der Grenzbrigade 9 befördert. 31. Dezember 1994 wird Brigadier Crivelli unter Verdankung der geleisteten Dienste aus dem Kommando der Grenzbrigade 9 entlasst.
Am 19. Mai 1994 teilnahm Crivelli an der Einweihung der Betkapelle auf dem Gipfel des Gola di Lago der endgültigen Testimonianza der br fr 9, die mit Ende des Jahres aufgelöst wurde angesichts der neuen Organisation der Armee 95.
28. Mai 1996 besucht Generalstabschef Arthur Liener Streitkräfte Italiens; im Rahmen des Besuchs lässt sich Generalstabschef Liener neben den Gesprächen mit Admiral Guido Venturoni und dem Stab der Verteidigung schwergewichtig über die Luftverteidigungskräfte und über die Interventionsstreitkräfte der Carabinieri orientieren. Begleitet wird Liener von Brigadier Giuliano Crivelli. Pressemitteilung vom 22. November 1996: Bundesrat Adolf Ogi an der Verabschiedungszeremonie in Freiburg 17 Mobilmachungsplätze im Zuge von Armee 95 aufgehoben. Der Brigadier Giuliano Crivelli, Chef der Abteilung Mobilmachung im Generalstab, die neue Mobilmachungsdoktrin erläuterte und orientierte im Anschluss daran  über die Geschichte der bisherigen Mobilmachungsorganisation und die Bedeutung der neu strukturierten Mobilmachungsdoktrin.
Er wohnt im Zollikofen und ist Mitglied der Fondation pour le Panorama de la Bataille de Morat (1476), eine Stiftung gemäss Artikeln 80 bis 88 des Schweizerischen Zivilgesetzbuches (ZGB). Sie wurde am 31. Dezember 1996 ins Handelsregister erstmals eingetragen. Am 2. Mai 2018 als Mitglieder des Fünferclub besuchte Crivelli den Museum im Zeughaus von Schaffhausen.

## Schriften
- Mobilmachung ARMEE 95: rasch, einfach, flexibel. In: Schweizer Soldat + MFD: unabhängige Monatszeitschrift für Armee und Kader mit MFD-Zeitung. Band (Jahr): 70 (1995), Heft 3, auf periodica.ch